# 르레-이르슈 정리
대수적 위상수학에서 르레-이르슈 정리(Leray-Hirsch定理, 영어: Leray–Hirsch theorem)는 올다발의 전체 공간의 코호몰로지가 적절한 가정 아래 밑공간과 올공간의 코호몰로지의 텐서곱과 (비표준적으로) 동형이라는 정리이다. 퀴네트 정리를 곱공간에서 올다발로 일반화한 것이다.

## 정의
가환환 {\displaystyle R}와 올다발
{\displaystyle F{\stackrel {\iota }{\hookrightarrow }}E{\stackrel {\pi }{\twoheadrightarrow }}B}
이 주어졌다고 하자. 또한, 다음 조건들이 성립한다고 하자.
- 올 {\displaystyle F}의 코호몰로지 {\displaystyle \operatorname {H} ^{\bullet }(F;R)}는 각 차수에서 유한 생성 자유 {\displaystyle R}-가군이다.
- {\displaystyle \iota ^{*}\colon \operatorname {H} ^{\bullet }(E;R)\to \operatorname {H} ^{\bullet }(F;R)}는 전사 가군 준동형이다.

{\displaystyle \iota ^{*}}의 임의의 단면
{\displaystyle s\colon \operatorname {H} ^{\bullet }(F;R)\to \operatorname {H} ^{\bullet }(E;R)}
{\displaystyle \iota ^{*}\circ s=\operatorname {id} _{\operatorname {H} ^{\bullet }(F;R)}}
이 주어졌다고 하자.
그렇다면, 르레-이르슈 정리(영어: Leray–Hirsch theorem)에 따르면, 다음 사상은 {\displaystyle \operatorname {H} ^{\bullet }(B;R)}-가군의 동형을 이룬다. (그러나 이는 일반적으로 환의 동형을 이루지 않는다.)
{\displaystyle \operatorname {H} ^{\bullet }(F;R)\otimes _{R}\operatorname {H} ^{\bullet }(B;R)\to \operatorname {H} ^{\bullet }(E;R)}
{\displaystyle \alpha \otimes _{R}\beta \mapsto s(\alpha )\smile \pi ^{*}(\beta )}

## 증명
르레-이르슈 정리는 세르 스펙트럼 열을 사용하여 증명할 수 있다.

## 역사
프랑스의 장 르레와 벨기에의 기 이르슈(프랑스어: Guy Hirsch, 1915~1993)가 증명하였다.